# Taggkörvel
Taggkörvel (Anthriscus caucalis) är en växtart i släktet småkörvlar (Anthriscus) och familjen flockblommiga växter. 

## Beskrivning
Taggkörveln är en ettårig ört som kan bli upp till 70 centimeter hög. Stjälken är grenad, ihålig och är röd nedtill. Ofta är den gänglig och slak, och växten kan då mer eller mindre ligga mot marken. Bladen är två till tre gånger upprepat parbladiga med flikiga, trubbiga slutsegment och hårig undersida.
Arten blommar i maj till juni. Blommorna är små och vita, omkring 0,5 millimeter. Blomflockarna är två- till sexstråliga och sitter ofta mitt emot bladen. Flockarna saknar allmänt svepe, och det enskilda svepet består av ett stort antal omkring 2 millimeter långa svepeblad. Frukten är äggrund och omkring 3–5 millimeter lång inklusive ett 1–2 millimeter långt spröt, och är försedd med en mängd krokborst. Av svenska flockblommiga växter är det bara rödkörvel (Torilis japonica), vildmorot (Daucus carota carota) och sårläka (Sanicula europaea) som har liknande krokborst.

## Utbredning
Taggkörveln är inhemsk i så gott som hela Europa samt i nordvästra Afrika, Kaukasus och Mellanöstern. Den har även introducerats på flera andra platser i världen. I Sverige förekommer den från Skåne och Blekinge till Bohuslän samt på Öland och Gotland. I Sverige är den klassad som sårbar (VU).

## Habitat
Arten är kalkgynnad och växer gärna på torr och sandig men näringsrik mark, såsom åkrar, trädgårdar och ruderatmark. 